# Klemens Bachleda

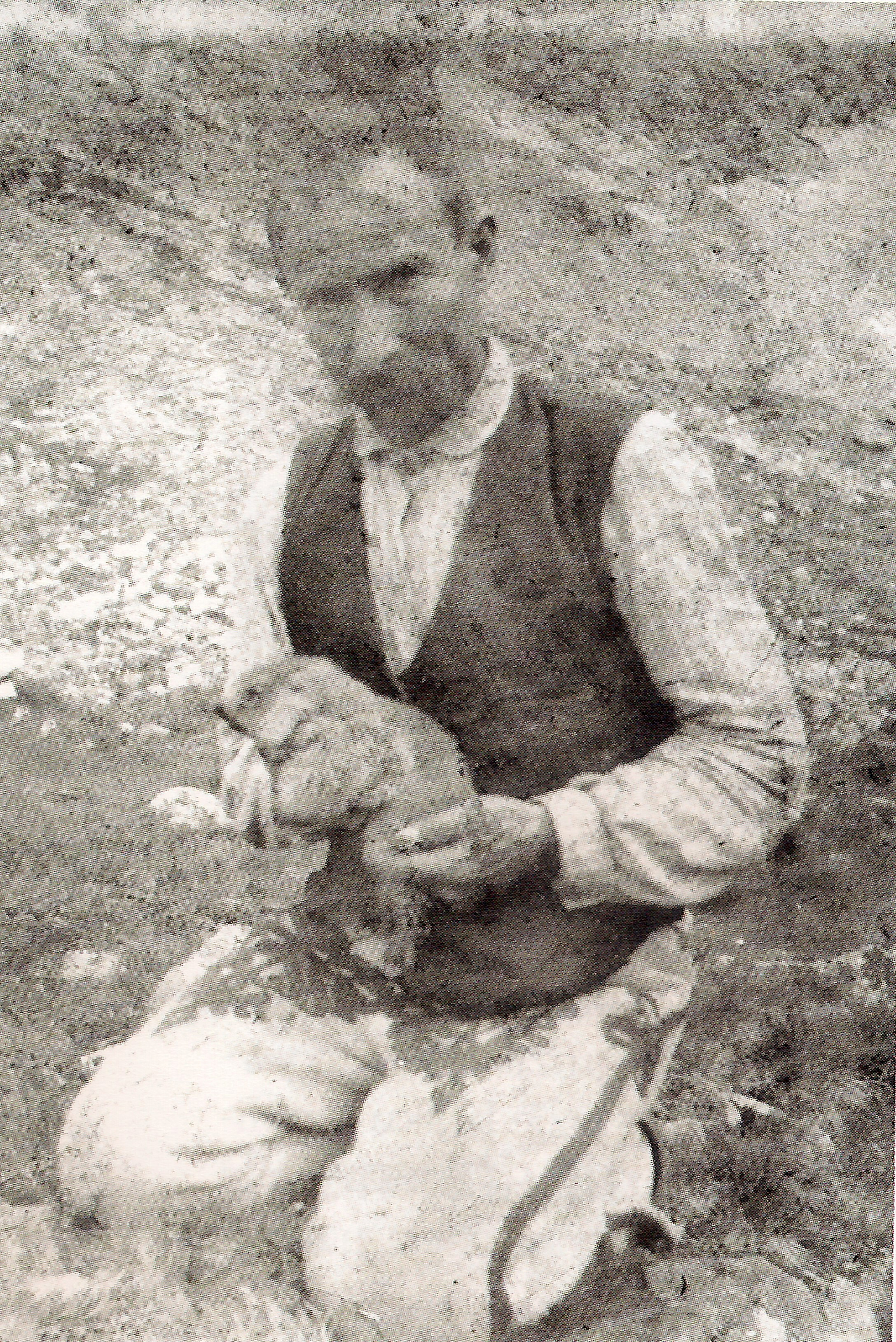
Klimek Bachleda ze świstakiem

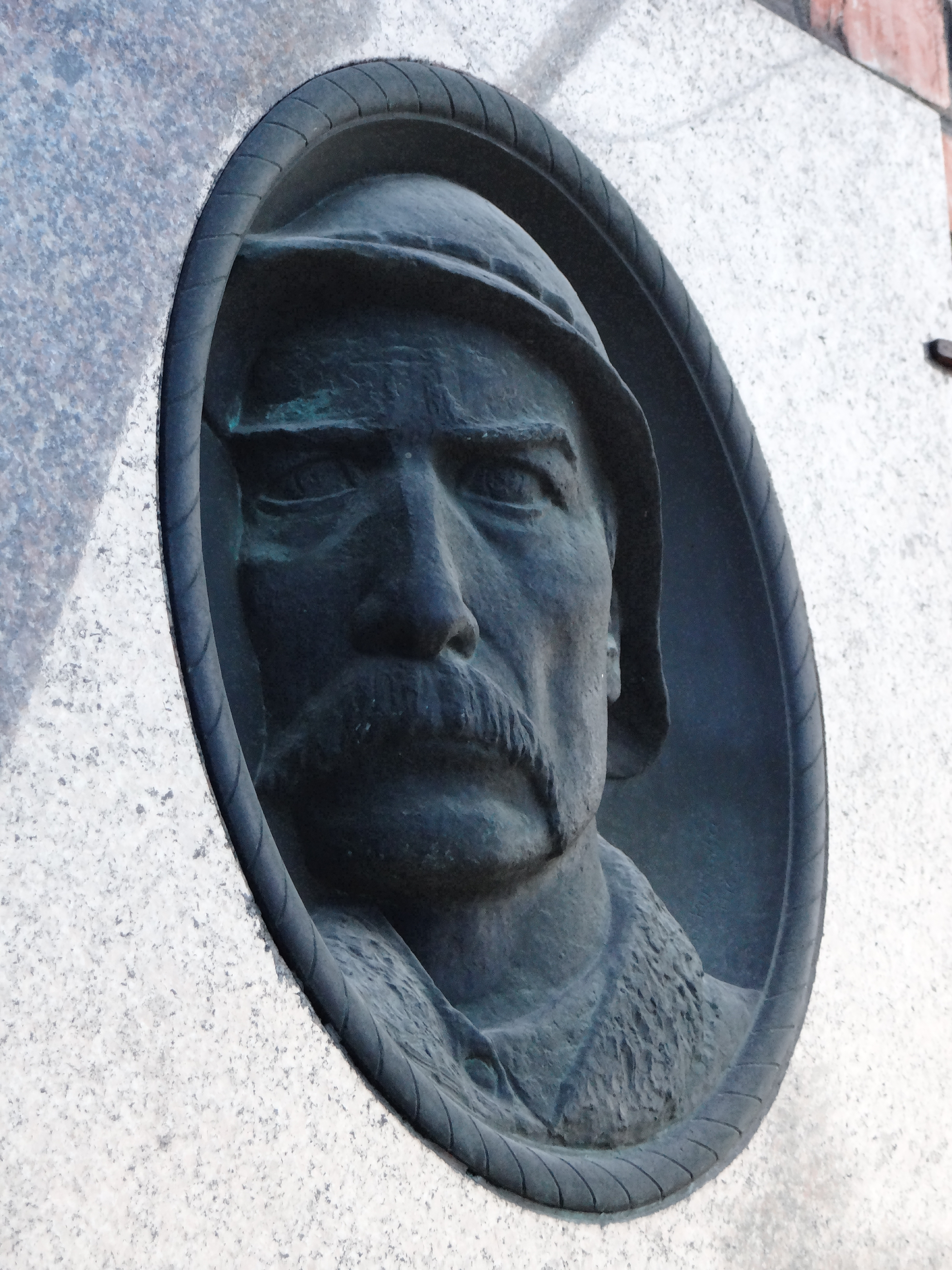
Medalion Klemensa Bachledy na tablicy pamiątkowej w Zakopanem przy ul. Krupówki 12

Klemens Bachleda także Klimek Bachleda (ur. 1849 lub 13 listopada 1851 w Kościelisku, zm. 6 sierpnia 1910 na Małym Jaworowym Szczycie) – polski góral i zakopiańczyk, przewodnik tatrzański, ratownik, członek Tatrzańskiego Ochotniczego Pogotowia Ratunkowego, pierwszy polski ratownik górski, który zginął tragicznie, idąc na ratunek człowiekowi w Tatrach.

## Zakopiańska młodość
Urodził się w Kościelisku jako półsierota (samotna matka – nie znał ojca), a od dwunastego roku życia został całkiem sam. Młodość spędził na pracy u gazdów w Zakopanem, u baców na halach, a potem wywędrował za pracą na Słowację. Po służbie wojskowej wrócił do Zakopanego w 1873, trafiając na epidemię cholery. Z wielkim poświęceniem pielęgnował chorych i grzebał zmarłych. Pracował potem jako cieśla, był też kłusownikiem w Tatrach, ale zasłynął przede wszystkim jako przewodnik tatrzański.

## Przewodnik tatrzański
Chodził na wycieczki jako pomocnik słynnych przewodników: Macieja Sieczki, Szymona Tatara starszego oraz Jędrzejów Walów (ojca i syna). Z czasem zaczął chodzić też samotnie w góry, aby poznać nieznane sobie szlaki. Posiadał niezwykły dar orientacji w terenie górskim i był jednym z najlepszych wspinaczy swoich czasów. W 1886 został przewodnikiem I klasy, a od 1898 – od chwili, gdy Jędrzej Wala młodszy opuścił na stałe Zakopane i Tatry – pierwszeństwo Klimka wśród przewodników było ogólnie uznane i nazywano go „królem przewodników tatrzańskich” lub „Orłem Tatr”. Posiadał wybitne zalety charakteru: takt i kulturę obejścia, odwagę i rozwagę, ofiarność, uczynność, pracowitość, uczciwość. Dlatego też jest bohaterem wielu harcerskich drużyn.
Towarzyszył w góry wielu znanym i wybitnym turystom i taternikom, wśród których byli: Karol Potkański, Edmund Cięglewicz, Jan Fischer, Kazimierz Przerwa-Tetmajer, Ferdynand Hoesick, Stanisław Eljasz-Radzikowski, Franciszek Henryk Nowicki, Janusz Chmielowski, Mieczysław Karłowicz, ks. Walenty Gadowski, Tadeusz Boy-Żeleński, Henryk Sienkiewicz.
Klimek odkrył w Tatrach wiele nowych dróg taternickich, poczynając od zejścia z Łomnicy jej północną ścianą w 1888, a poza tym dokonał pierwszych wejść na niezdobyte jeszcze: Staroleśny Szczyt (w 1892), Ganek (1895), Rumanowy Szczyt (1902), Kaczy Szczyt (1904), Zadniego Mnicha (1904), Kozie Czuby (1904) i in. Dokonał drugiego wejścia na Mnicha i Żabiego Konia. Uczestniczył w pierwszym zimowym wejściu na najwyższy szczyt tatrzański Gerlach (w 1905 Żlebem Karczmarza) i na najwyższy szczyt Tatr Zachodnich, Bystrą (w 1905). Odgrywał wybitną rolę w taternickim zdobywaniu Tatr przez ponad 30 lat.
Klemens Bachleda był pierwszym z górali, który nauczył się jazdy na nartach. We wspomnieniach Stanisława Barabasza, pioniera narciarstwa polskiego, czytamy:
Z górali pierwszy Klimek Bachleda zrozumiał wartość nart, zrobił je sobie sam, uprościwszy więźbę lilienfeldzką i nauczył się jeździć. On też odbywał wycieczki z obcymi turystami, gdy który tu w zimie zabłądził. Przybyła tu znana turystka, zdaje mi się z Pesztu. Klimek, jako umiejący po niemiecku, służył jej za przewodnika na Przełęcz Goryczkową. Pytaliśmy się później Klimka o tę wycieczkę, a wiedzieliśmy, że słabo jeździł. „Eh, co tu opowiadać, gdy stanęła na Goryczkowej, rozglądnęła się po Liptowie, założyła kij za kark i fukła dołu nazad ku szałasom, a ja stary musiałem się dopiero za nią poniewierać po śniegu”.
Zasługi Bachledy w taternictwie odkrywczym uczcił już w 1901 znany węgierski taternik i alpinista prof. Károly Jordán, nadając jednej z przełęczy między Durnym Szczytem a Łomnicą nazwę Bachleda-rés (pol. Klimkowa Przełęcz). Klimek jest też upamiętniony w Tatrach ponad dziesięcioma innymi nazwami terenowymi, z których najważniejsza to Klimkowa Turnia, najwyższa kulminacja Staroleśnego Szczytu. Od nowo powstałej Sekcji Turystycznej Towarzystwa Tatrzańskiego (STTT) otrzymał Klimek w 1903 nagrodę za odkrycie nowego przejścia przez główną grań Tatr, przez Wschodnią Batyżowiecką Przełęcz.

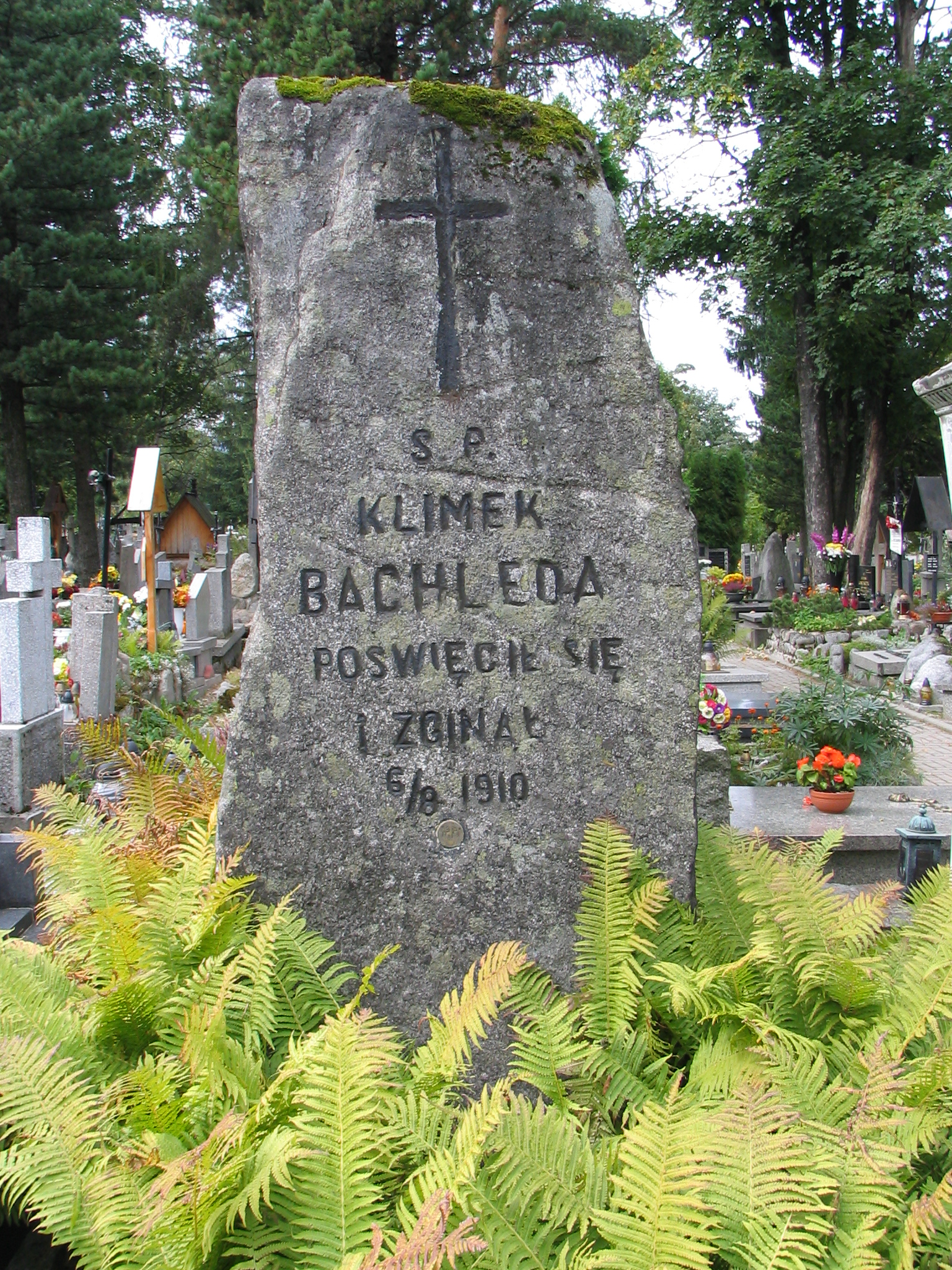
Grób Klimka na cmentarzu w Zakopanem

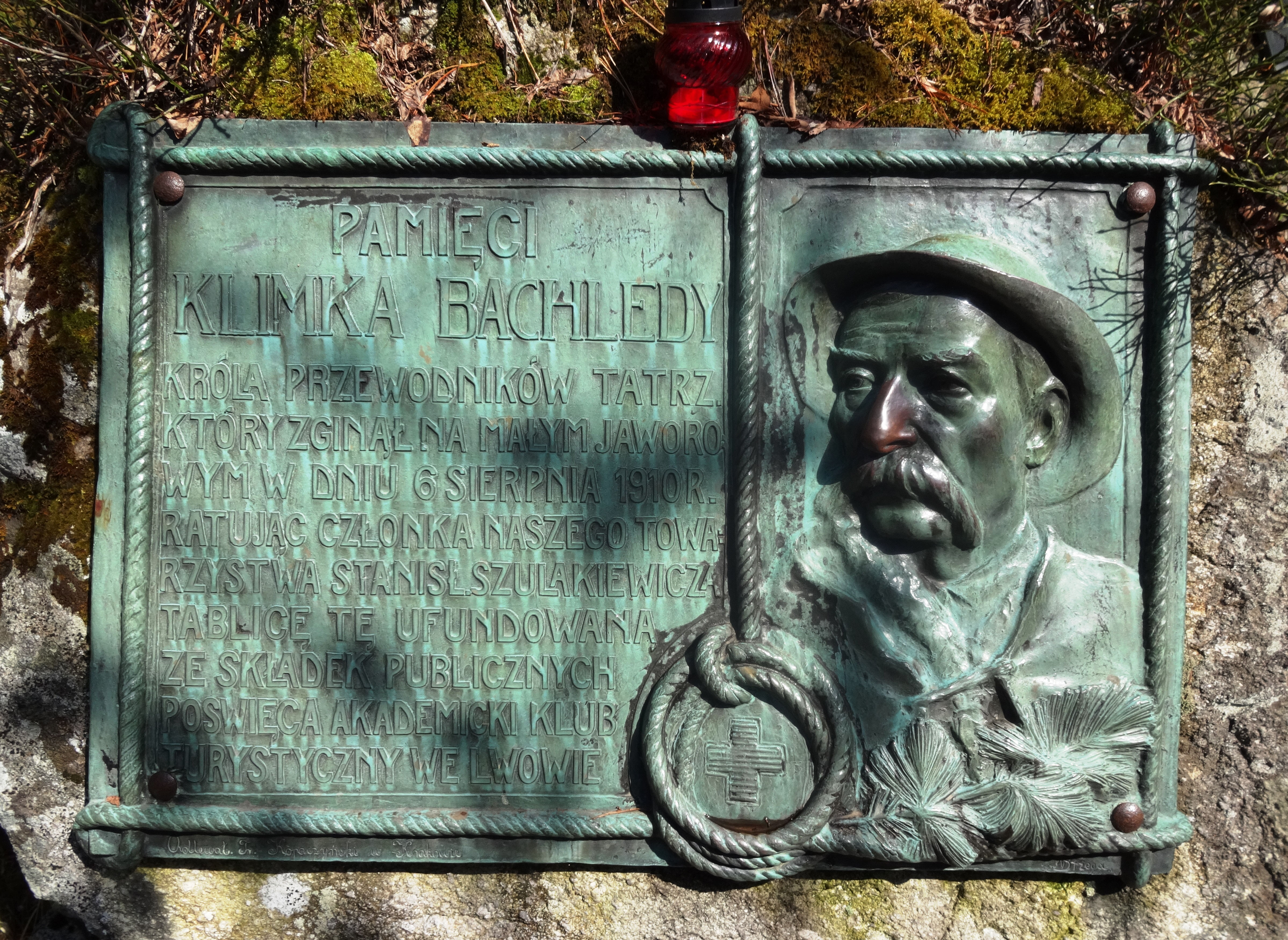
Tablica poświęcona Klimkowi na Tatrzańskim Cmentarzu Symbolicznym

## Tatrzańskie Ochotnicze Pogotowie Ratunkowe
Gdy w 1909 Mariusz Zaruski stworzył TOPR, Bachleda stał się jednym z najbardziej czynnych i ofiarnych członków Pogotowia. W służbie tej stracił życie w wieku 59 lat, w czasie wyprawy ratunkowej 6 sierpnia 1910 r., idąc na ratunek taternikowi Stanisławowi Szulakiewiczowi, który próbując wspólnie z partnerem Janem Jarzyną pokonać północną ścianą Małego Jaworowego Szczytu, uległ poważnemu wypadkowi. W dniach akcji niesienia pomocy w górach panowały fatalne warunki. Deszcz lał strumieniami, pomieszany ze śniegiem i gradem, chmurzyska włóczyły się po turniach bijąc piorunami w ściany – wspominał dowodzący nią Zaruski. Po wielu godzinach wspinaczki, gdy wyczerpani do granic toprowcy byli ok. 80 m do Szulakiewicza, w trosce o życie ratowników Zaruski zarządził przerwanie akcji. Jedynie Klimek nie dał za wygraną i bez nakazu kierownika ruszył dalej. Wkrótce potem z góry zeszła lawina kamienna, która porwała go ze ściany do czeluści żlebu Wyżniej Rówienkowej Przełęczy.
Początkowo nie zdawano sobie sprawy ze śmierci Bachledy. Ratownicy mieli nadzieję, że udało mu się zejść inną drogą.
Uwięziony na ścianie Szulakiewicz zmarł od ran, zimna i wyczerpania, prawdopodobnie nocą z 6 na 7 sierpnia. 7 sierpnia podjęto drugą próbę dotarcia do niego, ponownie zakończoną niepowodzeniem. Dopiero trzecie podejście, 8 sierpnia, zakończyło się dotarciem do zwłok taternika. Załamanie pogody uwięziło Zaruskiego, Marusarza i trzech innych ratowników na ścianie. Znieść ciało udało się dopiero 9 sierpnia.
Kilkudniowy brak wiadomości o losie Bachledy potwierdził najgorsze przypuszczenia ratowników. Deszcz, silny wiatr i gęsta mgła uniemożliwiały kontynuowanie akcji poszukiwawczej. Po jej wznowieniu ratownicy odnaleźli ciało Klimka w sobotę 13 sierpnia, ale dopiero 15 sierpnia udało się im je znieść ze żlebu i złożyć do trumny. Następnego dnia orszak żałobny wyruszył do Zakopanego.
Pogrzeb Klemensa Bachledy odbył się 17 sierpnia 1910 w Zakopanem. Został pochowany na tamtejszym nowym cmentarzu (kw. K3-B-17). Na wielkim kamieniu nagrobnym umieszczony jest napis: Poświęcił się i zginął. Tablica pamiątkowa ku czci Klimka znajduje się na Tatrzańskim Cmentarzu Symbolicznym pod Osterwą, przeniesiona na to miejsce z Doliny Jaworowej, gdzie ją pierwotnie wmurowano w wielką wantę (głaz) u stóp Jaworowych Szczytów. Druga tablica jest na ścianie Dworca Tatrzańskiego w Zakopanem. Również w Zakopanem znajduje się ul. Klimka Bachledy, nad prawym brzegiem Gładczańskiego Potoku na stokach Gubałówki.

## Legenda Klimka
Postać Klimka Bachledy odmalowana jest w opisach wycieczek tatrzańskich wielu dawnych turystów i taterników (np. Janusza Chmielowskiego i Mieczysława Karłowicza), w poezji (wiersze Jana Kasprowicza, Zygmunta Lubertowicza, Mieczysława Opałka, Stanisława Nędzy-Kubińca, Stanisława Gąsienicy Byrcyna i in.).
Na kanwie jego życia powstała książka Księga Tatr Jalu Kurka.
W Krakowie, na terenie dzielnicy III Prądnik Czerwony, znajduje się ulica Klimka Bachledy.
Julian Reimschüssel poświęcił mu sztukę teatralną pt. Klimek Bachleda (Orzeł Tatr), którą w sierpniu 1959 odegrał po raz pierwszy w Zakopanem tamtejszy Zespół Regionalny im. Klimka Bachledy – wówczas rolę Józefa Gąsienicy Wawrytki, uczestnika wyprawy ratunkowej z 1910, odegrał on sam.
Bachleda był przewodnikiem na miarę światową i ofiarnym ratownikiem. Rozpoczął działalność przewodnicką w czasach, gdy do Zakopanego podróżowało się nie koleją, lecz góralską furką, a przerwał ją, gdy do Morskiego Oka jeździło się już samochodem. Razem z Tytusem Chałubińskim, ks. Józefem Stolarczykiem i Sabałą należy do legendarnych postaci Zakopanego i Tatr.
Radiotelefony „Klimek” które w latach 1965-1997 znajdowały się na wyposażeniu ratowników GOPR i TOPR zaprojektowane przez polskiego konstruktora Wojciecha Nietykszę otrzymały nazwę „Klimek”, na cześć ratownika górskiego Klimka Bachledy.